# Unfriendly Takeover
Unfriendly Takeover war ein von 2000 bis 2007 existierendes freies Kuratoren-Kollektiv in Frankfurt am Main. Neben freien Projekten, kuratierte die Gruppe auch Programme u. a. für das Künstlerhaus Mousonturm, das Museum Angewandte Kunst und das Festival Steirischer Herbst.

## Geschichte
1999 beschlossen die drei Studierenden der Angewandten Theaterwissenschaft an der Justus-Liebig-Universität Gießen Mikael GB Horstmann, Florian Malzacher und Mathias Wendelin eine freie Kuratorengruppe zu gründen. Als Ort der Aktivitäten wurde Frankfurt am Main bestimmt, wo die Gruppe später auch ihren Sitz im Atelierfrankfurt hatte. Die Gruppe wurde 2000 als „Verein zur Förderung von Risiko-Theater“ eingetragen. Nach dem frühen Ausscheiden von Wendelin gehörten zum engeren Kreis auch Janine Hauthal, die ebenfalls in Gießen Theaterwissenschaft studiert hat, der Designer Andreas Bohn, der Künstler und ehemalige Städelschüler Bernhard Schreiner, sowie den Schwestern Anke Schleper und Heike Schleper. Für einzelne Projekte und Phasen wurde das Kernteam durch weitere Akteure erweitert.
Als Leitbild für die Projekte war “die temporäre Übernahme eines anderen, fremden Ortes, einer fremden Struktur, eines fremden Themas”. So gab sich die Gruppe auch den Namen englischen Wirtschaftsbegriff Unfriendly Takeover (dt. Feindliche Übernahme), ein Begriff, der Ende der 1990 Jahre häufig in den Wirtschaftsteilen deutscher Medien benutzt und diskutiert wurde.
Die Gruppe hat sich offiziell nicht aufgelöst; dennoch ruhen die Aktivitäten seit Mitte 2007.

## Projekte (Auswahl)
- Performing Lectures[2] – Frankfurt, 2004–06. Ein Projekt von Unfriendly Takeover. Mit Arbeiten mit Jérôme Bel, Deufert + Plischke, Tim Etchells, Paul Granjon, Stefan Kaegi, Felix Kubin, Lone Twin, Martin Nachbar, Sibylle Peters, Xavier le Roy, Daniel Belasco Rogers, Mårten Spångberg, David Weber-Krebs u. a.

- Wörterbuch des Krieges/Dictionary of War[3][4] – Frankfurt, Graz, München, Berlin, 2006/07. Kuratiert von Unfriendly Takeover & Multitude e.V. 100 Begriffe zum Thema Krieg präsentiert  in zwei viertägigen Veranstaltungen in Form von Vorträgen, Performances, Filmen, Diashows, Lesungen, Konzerten in strikter alphabetischer Ordnung.

## Bücher (Auswahl)
- Wörterbuch des Krieges – Dictionary of War. Hg. Unfriendly Takeover & Multitude e.V. Leipzig: Merve Verlag, 2008, ISBN 978-3-88396-239-9.